# 栋布朗
栋布朗（法語：Domblans，法語發音：[dɔ̃blɑ̃]）是法国汝拉省的一个市镇，位于该省中西部，属于隆斯勒索涅区。2019年，市镇布雷里并入栋布朗。

## 地理
栋布朗（46°45'50"N, 5°35'50"E）面积14.86 平方千米，位于法国勃艮第-弗朗什-孔泰大區汝拉省，该省份为法国东部内陆省份，北起上索恩省，西北接科多尔省，西临索恩-卢瓦尔省，南至安省，东与杜省和瑞士接壤。
与栋布朗接壤的市镇（或旧市镇、城区）包括：弗龙特奈、沙隆堡、勒卢沃罗、默内特吕-勒维尼奥布勒、普莱努瓦索、瓦特尔、阿尔莱、芒特里、圣拉曼。
栋布朗的时区为UTC+01:00、UTC+02:00（夏令时）。

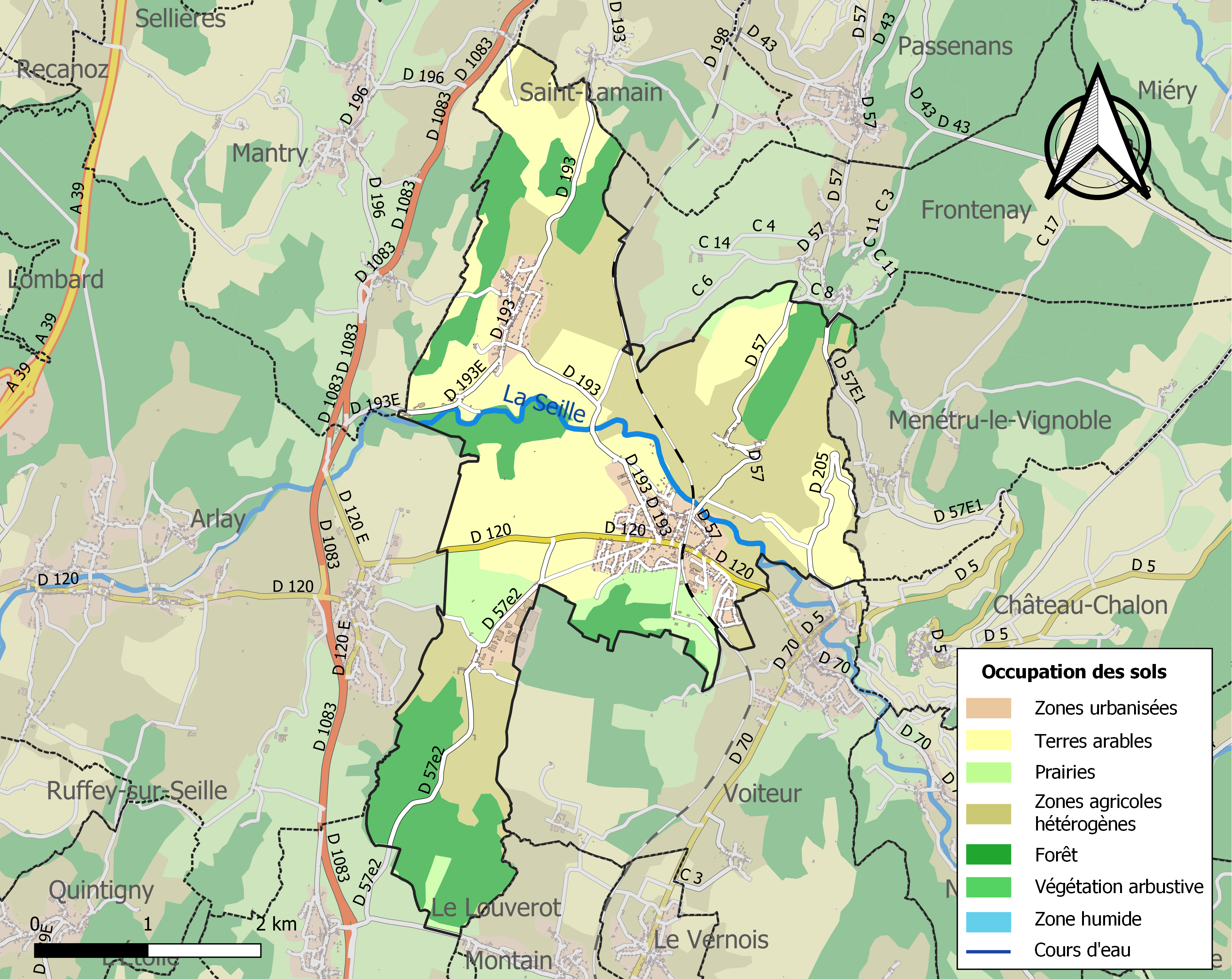
栋布朗的OSM定位图

## 行政
栋布朗的邮政编码为39210，INSEE市镇编码为39199。

## 政治
栋布朗所属的省级选区为波利尼县。

## 人口

1962-2008年间栋布朗人口变化图示

栋布朗于2022年1月1日时的人口数量为1195人。